# Changy (Marne)
Changy település Franciaországban, Marne megyében. Lakosainak száma 116 fő (2022. január 1.). Changy Bassuet, Heiltz-l’Évêque, Merlaut, Outrepont, Saint-Quentin-les-Marais és Vavray-le-Grand községekkel határos.

## Népesség
A település népességének változása:
| Lakosok száma | 137  | 124  | 144  | 122  | 116  | 120  | 118  | 117  | 117  | 116  |
|               | 1968 | 1982 | 1990 | 2006 | 2013 | 2015 | 2017 | 2019 | 2020 | 2022 |